# ステファン・ラズミ
ステファン・ラズミ（Stephane Lasme）ことヤン・ステファン・ラズミ（Yann Stephane Lasme、1982年12月17日 - ）は、ガボンの元バスケットボール選手。オゴウェ・マリティム州ポールジャンティ出身。ポジションはパワーフォワード。203cm、98kg。

## 経歴

### プロ入りまで
少年の頃はサッカーに夢中でバスケットボールは14歳になるまでしたことがなかった。
2000年から2003年まで、ガボン代表としてプレーしており、2002年のFIBAアフリカクラブチャンピオンズカップに出場した。
2003年に従兄弟が住んでいるボストンに移住した。当初はNCAA3部校のエマニュエルカレッジでプレーしていたが、NCAA1部校の注目を集めるようになり、NCAA3部校のオールスターゲームに出場した際、マサチューセッツ大学のコーチに見いだされた。
2003年11月9日、ハーレム・グローブトロッターズとのエキシビションでマサチューセッツ大学の選手として初出場した。この試合で彼は9分間出場し、1得点、5リバウンドをあげたが、5ターンオーバーを喫し、チームは68-77で敗れた。2004年1月18日、デュケイン大学戦で初先発したが無得点に終わった。このシーズン、平均3.2得点、3.4リバウンド、アトランティック・テン・カンファレンスのブロックショット部門2位の1.8ブロックショットをあげた。2年次には全28試合に先発し、カンファレンス2位のブロックショットを記録した。3年次には全28試合中27試合に先発し、15試合で2桁得点をあげ、平均10.5得点をあげた。セントピーターズ大学戦では、21得点、14リバウンド、8ブロックショットとトリプルダブルに2ブロックショット足りない活躍を見せた。この年、全米3位の平均3.9ブロックショットをあげてカンファレンスの最優秀守備選手に選ばれた。4年次の2006-07シーズンには平均13.5得点、9.5リバウンド、5.1ブロックショットをあげて、ブロックショットとリバウンドでカンファレンストップの成績をあげて、カンファレンスの最優秀選手、最優秀守備選手に選ばれた。またAP通信からオールアメリカンに選ばれた。マサチューセッツ大学の選手が選ばれるのは、1996年のマーカス・キャンビー以来のことであった。この年、1985-86年のマイケル・アンダーソン、1987-1988年のブライアン・ショウ、1993-94年のジェイソン・キッド、並ぶNCAAタイ記録となるシーズン4回のトリプルダブルを記録した（この記録は2015年、ブリガムヤング大学のカイル・コリンズワースがシーズン5回目のトリプルダブルを達成して破った）。
大学通算399ブロック、シーズン168ブロック、1試合11ブロックとそれまでマーカス・キャンビーが持っていた記録を3つ塗り替えた。
2005年のバスケットボールアフリカ選手権にガボン代表として出場し、平均11.7得点、10.1リバウンド、3ブロックショットをあげた。

### プロ入り後
2007年のNBAドラフト2巡全体46位でゴールデンステート・ウォリアーズに指名された。マサチューセッツ大学の選手がNBAドラフトで指名されるのは、1999年のNBAドラフトでラリー・ケトナーがシカゴ・ブルズに指名されて以来のことであった。同年11月8日のダラス・マーベリックス戦で初出場したが、出場は試合終了間際の3.8秒のみであった。11月17日にウォリアーズがD.J.エムベンガをロースターに入れる際、ウェーバーされた。11月下旬にNBAデベロップメント・リーグのロサンゼルス・ディーフェンダーズと契約を結んだ。2008年3月21日、けが人の多いマイアミ・ヒートと10日間契約を結んだ。その後、ヒートとの契約がシーズン終了まで延長された。このシーズン、先発4試合を含む15試合に出場し20.2分プレーし、平均5.5得点、3.5リバウンド、1.5ブロックショットをあげた。
2008年9月、アドリアティック・バスケットボール・アソシエーションのKKパルチザン・ベオグラードと契約した。ユーロリーグが開幕して3試合経過したところで、ブロックショット、リバウンドでリーグ2位であった。最終的に平均25.5分の出場で10.6得点、6.6リバウンド、1.5ブロックの成績を残した。チームはPBC CSKAモスクワに準々決勝で敗れベスト8となった。チームはこの年セルビアリーグ、コラック・カップでも優勝した。
2009年7月、アラン・アンダーソンとともにマッカビ・テルアビブBCと契約した。2010年6月8日、足の怪我によりプレータイムの減っていた彼はテルアビブから解雇された。
2010年7月、ロシアプロフェッショナルバスケットリーグのBCスパルタク・サンクトペテルブルクと契約したが、9月5日に解雇された。アメリカに戻った彼はボストン・セルティックスのトレーニングキャンプに参加したが、10月20日に解雇された。Dリーグのメイン・レッドクローズと契約した。しかしスプリングフィールド・アーマーとのプレシーズン開幕戦、わずか2分出場したところで足を骨折し手術を受けた。翌年3月に復帰した。
2011年8月、スペインリーガACBのオブラドイロ・CABと契約した。
2012年7月5日、ボストン・セルティックスでNBAサマーリーグに参加することが発表された。
同年9月29日、ギリシャA1バスケットボールリーグのパナシナイコスBCと契約した。この年、平均1.76ブロック、6.14リバウンドをあげて、ユーロリーグの最優秀守備選手に選ばれた。彼の活躍もあり、チームディフェンスはリーグ2位の平均69.8失点であった。
2013年7月1日、パナシナイコスとの契約を2年延長した。2014年5月、ユーロリーグのセカンドチームに選ばれた。同年6月12日、パナシナイコスからオプトアウトされた。6月22日、ターキッシュ・バスケットボール・リーグのエフェス・ピルゼン S.K.と契約した。

## 人物
ガボンの公用語のフランス語の他にミエネ語、英語が話せる。ただし、2003年にボストンに来た際は、英語ではグッドモーニング、グッドアフターヌーンぐらいしか話すことができなかった。